# コミック百合姫S
『コミック百合姫S』（コミックゆりひめエス）は一迅社がかつて発行していた女性同士の恋愛（百合）を題材にした漫画雑誌。『コミック百合姫』の姉妹誌として2007年6月に創刊された。発売日は3月、6月、9月、12月の18日。
『コミック百合姫』同様「男子禁制？」を標榜しているが、萌え系4コマやメディアミックス系などの男性向け雑誌で活躍中の作家による作品の連載が多く、「百合姫」と比べてやや男性読者向けに振られた構成となっている。読者層について、2008年7月現在の最新号におけるアンケートはがきの回答から、『コミック百合姫』の男女比が男性27%、女性73%と女性が占める割合が多いのに対して、『コミック百合姫S』は男性62%、女性38%と男性の比率がやや高い。
2010年9月18日発売のvol.14をもって廃刊し、隔月刊行となる『コミック百合姫』と統合された。統合の理由について、編集長の中村成太郎は「当初、コア層向けの『百合姫』とライト層向けの『百合姫S』とで棲み分けを図っていたが、『百合姫S』の読者が『百合姫』に移ってくる傾向が目立ち、分ける意味がなくなったため」と説明している。

## 書誌情報
| 号数・シーズン                                     | 発売日         | 表紙イラスト | 備考                                               |
| -------------------------------------------------- | -------------- | ------------ | -------------------------------------------------- |
| Vol.1 2007 SUMMER (月刊コミックゼロサム8月号増刊)  | 2007年 6月18日 | 椿あす       | 『コミック百合姫S』創刊                            |
| Vol.2 2007 AUTUMN (月刊コミックゼロサム11月号増刊) | 9月18日        | 椿あす       |                                                    |
| Vol.3 2007 WINTER (月刊コミックゼロサム2月号増刊)  | 12月18日       | 椿あす       |                                                    |
| Vol.4 2008 SPRING (コミック百合姫5月号増刊)        | 2008年 3月18日 | 椿あす       |                                                    |
| Vol.5 2008 SUMMER (コミック百合姫8月号増刊)        | 6月18日        | 椿あす       |                                                    |
| Vol.6 2008 AUTUMN (コミック百合姫11月号増刊)       | 9月18日        | 椿あす       |                                                    |
| Vol.7 2008 WINTER (コミック百合姫2月号増刊)        | 12月18日       | 椿あす       |                                                    |
| Vol.8 2009 SPRING (コミック百合姫5月号増刊)        | 2009年 3月18日 | 椿あす       |                                                    |
| Vol.9 2009 SUMMER (コミック百合姫8月号増刊)        | 6月18日        | 椿あす       |                                                    |
| Vol.10 2009 AUTUMN (コミック百合姫11月号増刊)      | 9月18日        | 椿あす       |                                                    |
| Vol.11 2009 WINTER (コミック百合姫2月号増刊)       | 12月18日       | 椿あす       |                                                    |
| Vol.12 2010 SPRING (コミック百合姫5月号増刊)       | 2010年 3月18日 | 椿あす       |                                                    |
| Vol.13 2010 SUMMER (コミック百合姫8月号増刊)       | 6月18日        | ブリキ       |                                                    |
| Vol.14 2010 AUTUMN (コミック百合姫11月号増刊)      | 9月18日        | なもり       | 『コミック百合姫S』最終号 『コミック百合姫』へ統合 |

## 廃刊当時の連載作品
- 乙女色StayTune（藤枝雅）
- オトメキカングレーテル（すどおかおる）
- カシオペア・ドルチェ（髙木信孝）
- 此花亭奇譚（天乃咲哉）
- flower＊flower（石見翔子）
- ゆるゆり（なもり）
- 死神アリス（いづみやおとは）
- コノハナリンク（玄鉄絢）
- ふ〜ふ（源久也）
- むげんのみなもに（高崎ゆうき）
- marriage black（速瀬羽柴）

## 連載終了作品
- 南波と海鈴（南方純）
- HONEY CRUSH（椿あす）
- マイナスりてらしー（宮下未紀）
- LOVE CUBIC（谷村まりか）
- ひめちゃんはやっぱりてれやさん（珠月まや）
- 会長と副会長（袴田めら）
- ふたりとふたり（吉冨昭仁）
- apocalypse（倉田嘘）[3]
- 絶対少女アストライア（東雲水生）
- 幼馴染と呼ばないで!（黒柾志西）[4]

## 定期読切
- あらきかなお
- すこやか

## 移籍先
2010年のコミック百合姫との統合による、連載の移籍先は以下の通り。
- 隔月刊化のコミック百合姫への移籍
  - ゆるゆり（なもり）
  - ふ〜ふ（源久也）→「コミック百合姫」2013年3月号にて連載終了
  - むげんのみなもに（高崎ゆうき）→「コミック百合姫」2011年7月号にて連載終了

- 公式サイトでの連載再開が発表されたが、再開されていない作品
  - カシオペア・ドルチェ（髙木信孝）→2011年7月発売の単行本第3巻をもって完結
  - flower＊flower（石見翔子）→連載再開の目処は全く立っておらず、事実上の打ち切りとなっている。
  - 死神アリス（いづみやおとは）→2011年8月発売の単行本第2巻をもって完結
  - marriage black（速瀬羽柴）→2011年7月発売の単行本（全1巻）をもって完結
  - 此花亭奇譚（天乃咲哉）→コミックバーズ(2014年12月29日発売号より)に移籍して「このはな綺譚」のタイトルで連載再開。

- 不明　→連載再開の目処は全く立っておらず、事実上の打ち切りとなっている。
  - 乙女色StayTune（藤枝雅）
  - オトメキカングレーテル（すどおかおる）
  - コノハナリンク（玄鉄絢）